# Taïwan (île)
Cet article traite uniquement de l’île de Taïwan au sens strict, notamment sur le plan de la géographie physique et climatologique. Pour les autres domaines concernant l'île depuis 1949, voir Taïwan.
Taïwan, anciennement Formose, est une île située au sud-est de la Chine continentale, au sud du Japon, au nord des Philippines, et bordée à l’est par la mer des Philippines, au sud et à l'ouest par la mer de Chine méridionale (détroit de Taïwan). Seul le Fugui Jiao, l'extrémité nord de l'île, est baigné par la mer de Chine orientale. Toutefois les limites maritimes prévues par l'Organisation hydrographique internationale incluent l'île entière en mer de Chine méridionale. Taïwan était autrefois dans l'Empire chinois. Elle est colonisée par l'empire du Japon après la première guerre sino-japonaise (1895), restituée par les États-Unis à la république de Chine en 1945, et revendiquée par la république populaire de Chine depuis 1949.
L'île de Taïwan représente le plus important territoire de la république de Chine, ce qui explique que cette dernière soit également appelée Taïwan par abus de langage.

## Toponymie
Taïwan s'écrit 臺灣 en sinogrammes traditionnels, táiwān en pinyin, ㄊㄞˊ ㄨㄢ en zhuyin, plus souvent écrit 台灣 à Taïwan, ou 台湾 en sinogrammes simplifiés.
En 1624, des marins néerlandais, sous l'égide de la Compagnie néerlandaise des Indes orientales, accostent sur la côte ouest de l’île. La compagnie y installe un comptoir, dans la ville actuelle d’Anping (安平) qui fait partie de l’aire urbaine de Tainan (chinois simplifié : 台南 ; chinois traditionnel : 臺南 ; pinyin : táinán ; zhuyin : ㄊㄞˊ ㄋㄢˊ ; litt. « Sud de Taiwan », par opposition à Taipei (台北 / 臺北, táiběi, zhuyin : ㄊㄞˊ ㄅㄟˇ, « Nord de Taiwan »). À cette époque, la ville est occupée par un peuple indigène : les Siraya. C’est alors un peuple vivant dans les plaines à l’opposé des peuples indigènes aujourd'hui plus connus, occupant les montagnes de l’île. La ville d’Anping semblait alors nommée « daouan » en langue des Siraya. Elle fut retranscrite par (大灣, « grande baie », 台員, 大員, 台圓, 大圓 et 台窩灣 par les Chinois. Les Hollandais [réf. souhaitée] retranscrivirent le son avec l’alphabet latin par Taïwan (du chinois : 臺灣 ; pinyin : táiwān) et l’usage « d’aller à [la ville de] Taïwan » a donné son nom à cette île.
Celle-ci sera longtemps connue en français sous le nom de Formose, et Formosa dans la majorité des autres langues européennes (ceci durant toute la période antérieure aux années 1960), puisque les marins portugais l’appelaient Ilha Formosa, la « belle île ».

## Géographie

### Topographie

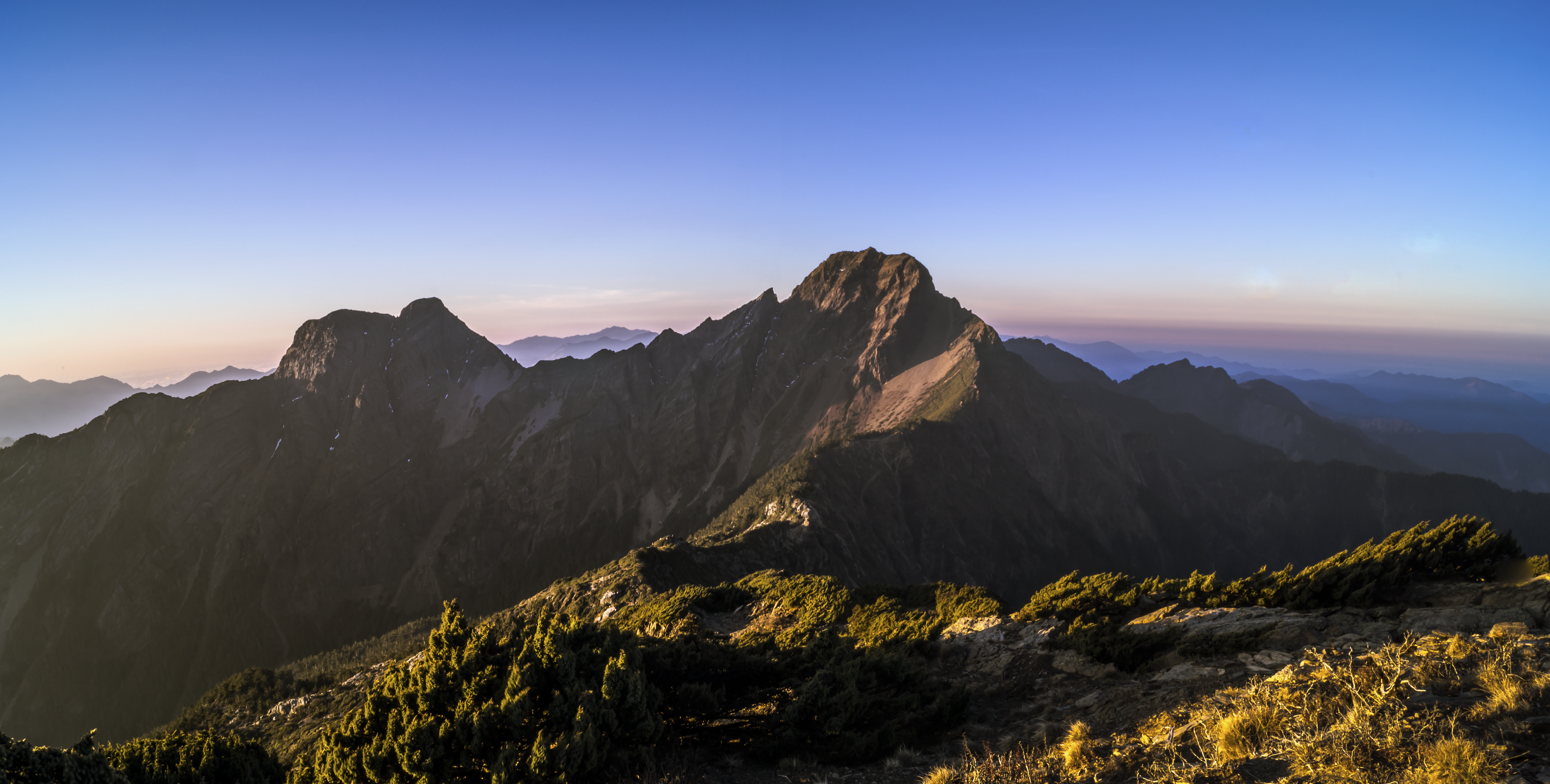
Vue des montagnes taïwanaises depuis le sommet de la Yu Shan.

L’île de Taïwan proprement dite (y compris certaines petites îles voisines qui lui sont géographiquement associées) a une superficie de 36 008 km2. Elle fait dans sa plus grande longueur 394 km et sur sa plus grande largeur 144 km. L’île de Taïwan se situe au sud-est de la Chine et est séparée de celle-ci par le détroit de Taïwan ou détroit de Formose qui au plus court entre Taïwan et la Chine continentale est large de 140 km.
L’île de Taïwan fait partie de la ceinture de feu du Pacifique (ruban de 452 volcans qui relie en ondulant la cordillère andine à la Nouvelle-Zélande) et est dans le prolongement direct du Japon ; elle est donc également soumise à des tremblements de terre. Au nord de Taipei, le Datun est encore actif, et la menace d'une éruption, après cinq mille ans de sommeil, est prise très au sérieux par les volcanologues de l'observatoire national. Face à son cratère éventré, sa grande sœur, la montagne aux Sept Étoiles continue de cracher ses fumerolles. L'intense activité géothermique a fait jaillir du sol plus de 150 sources chaudes, les « wen chuan », en chinois, ou « onsen », dans la prononciation à la chinoise (on'yomi) de la langue de l'ancien occupant japonais (entre 1895 et 1945). L'île, située sur une zone de subduction — là où la plaque tectonique de l'Eurasie plonge sous celle des Philippines —, est soumise à de fréquents séismes, comme en 1999, quand une secousse de magnitude 7,3 avait fait près de 2 500 morts, et coûté sept milliards d'euros. Les montagnes de la Chaîne centrale, cette épine dorsale soutenant l'île du nord au sud, portent encore les balafres des glissements de terrain qui emportèrent avec eux routes et forêts.
L’île est couverte essentiellement de montagnes, mais la partie occidentale est plate au centre et au sud. Le sommet le plus haut est la montagne Yu Shan (玉山 Yùshān, montagne de Jade) qui culmine à 3 952 mètres.
Taïwan possède des paysages variés, qui alternent entre pics enneigés, forêts tropicales et récifs coralliens.
Depuis 1987 et la création d'un ministère de la protection de l'environnement, huit parcs nationaux, vingt réserves et une trentaine de zones d'habitats naturels préservés ont vu le jour, verrouillant près de 20 % du territoire.

### Climat

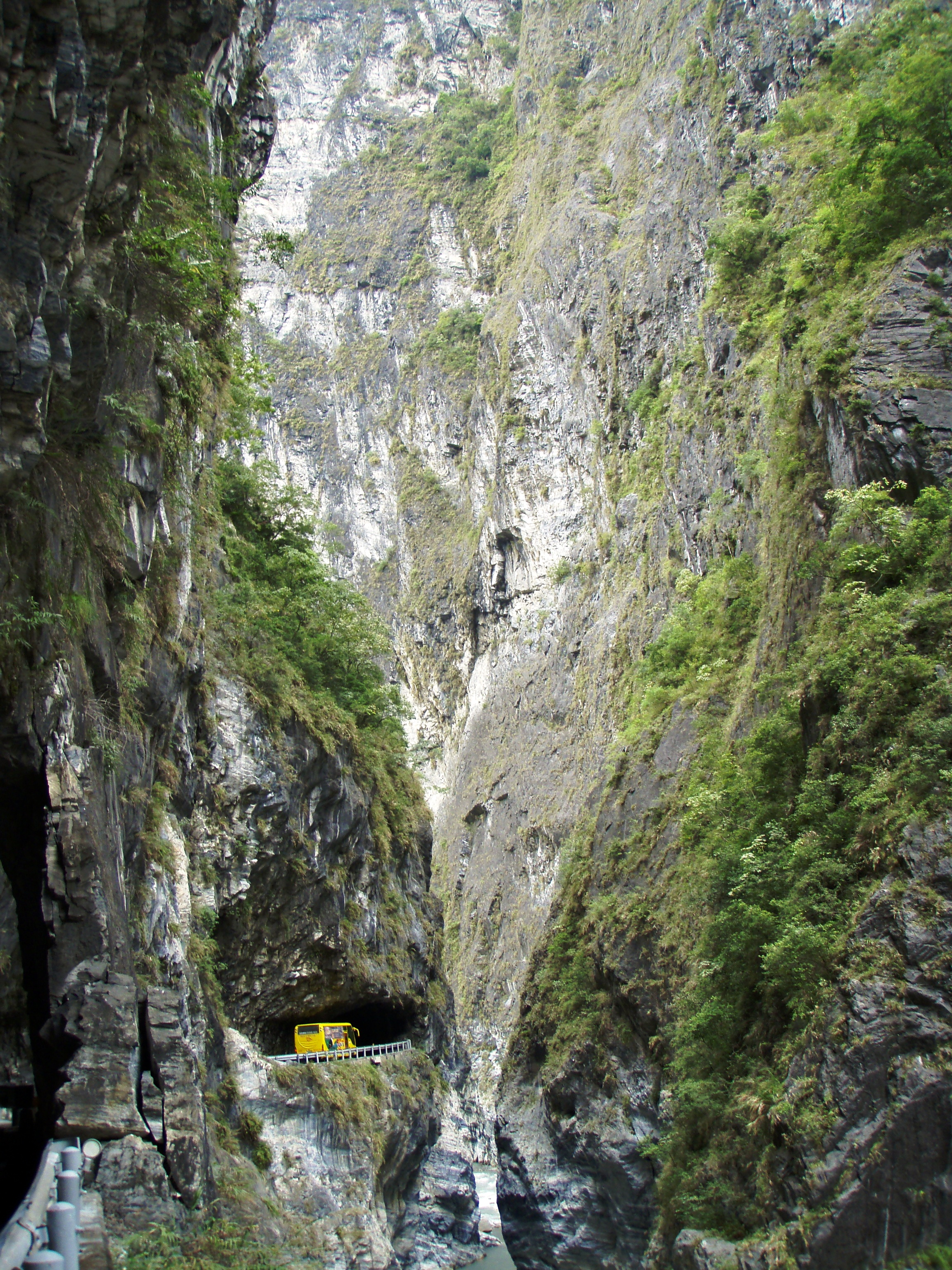
Les gorges de Taroko.

Le climat de Taïwan est tropical au sud et subtropical humide au nord ; les étés y sont chauds et les hivers doux. Les températures sont régulées par le Kuroshio, un courant chaud allant vers le Japon. L'été, plutôt long, dure d'avril à novembre. En hiver, les températures moyennes sont de l'ordre de 15 °C et de juin à septembre la moyenne haute est à 30 °C. Les parties basses de l'île ne subissent pas le gel mais les montagnes du centre sont enneigées en hiver. Les précipitations, assez fréquentes, sont d'environ 2 500 mm, avec un pic de pluviométrie en été. Cependant certaines années, il arrive que certaines parties de l'île reçoivent plus de 5 000 mm en quelques mois. Les précipitations sont plus abondantes dans le nord de l'île, où les hivers sont bruineux. Des typhons frappent Taïwan du printemps jusqu'à l’automne.